# Miley Cyrus: Live in Berlin
Miley Cyrus: Live in Berlin é o segundo álbum ao vivo da cantora e atriz Miley Cyrus, que foi gravado durante uma apresentação na cidade de Berlim, Alemanha, onde Miley Cyrus se apresentou para 15 mil pessoas. É composto por um CD e um DVD, os dois possuindo 10 faixas. O DVD contém comentários e entrevistas, entre vídeos das performances. O CD e o DVD só foram lançados no México, Alemanha e Portugal, mas ambos estão disponíveis para download digital.
O show foi exibido no Disney Channel da Alemanha, Brasil, México e Portugal.

## Faixas do CD
1. Start All Over
2. Breakout
3. Full Circle
4. These Four Walls
5. Fly On The Wall
6. The Driveway
7. Botton of the Ocean
8. Simple Song
9. 7 Things
10. See You Again

## Performances do DVD
1. Prólogo
2. Start All Over
3. Breakout
4. Full Circle
5. These Four Walls
6. Fly On The Wall
7. The Driveway
8. Botton of the Ocean
9. Simple Song
10. 7 Things
11. See You Again
12. Despedida